# Plötzky
Plötzky este o comună în Saxonia-Anhalt, Germania. De pe 1 ianuarie 2009 face parte din orașul Schönebeck (Elbe).